# Баньоло Мела
Баньо̀ло Мѐла (на италиански: Bagnolo Mella, на източноломбардски: Bagnöl, Баньол) е град и община в Северна Италия, провинция Бреша, регион Ломбардия. Разположен е на 85 m надморска височина. Населението на общината е 12 772 души (към 2013 г.).